# A galaxis őrzői: 3. rész
A galaxis őrzői: 3. rész (eredeti cím: Guardians of the Galaxy Vol. 3) 2023-ban bemutatott amerikai szuperhősfilm, amelyet James Gunn rendezett és írt. Gyártója a Marvel Studios, forgalmazója a Walt Disney Studios Motion Pictures. A 2017-es A galaxis őrzői vol. 2. című film folytatása, egyúttal a Marvel-moziuniverzum (MCU) harminckettedik filmje. A főszerepben Chris Pratt, Zoë Saldana, Dave Bautista, Vin Diesel, Bradley Cooper, Karen Gillan, Pom Klementieff, Sean Gunn, Sylvester Stallone és Will Poulter látható.
Az Egyesült Államokban 2023. május 5-én debütált, míg Magyarországon egy nappal hamarabb, 2023. május 4-én, a Fórum Hungary forgalmazásában.

## Cselekmény
A galaxis őrzői a főhadiszállásukat az újjáépített Tudástérben alakították ki. Egy késő esti órában megtámadja őket Adam Warlock, egy uralkodó, akit főpapnő, Ayesha hozott létre, bosszúból, mert ellopták a tulajdonát. Adam legyőzi az őrzők nagy részét és súlyosan megsebesíti Mordályt. Az őrzők nem tudják ellátni Mordály sebeit a belé ágyazott gyilkos kapcsoló miatt. Elhatározzák, hogy elutaznak az Orgoszférába, az Orgocorp főhadiszállására, abban a reményben, hogy megtalálják a felülíró kódot.
Miközben Mordály eszméletlenül fekszik, felidézi a múltját. Mosómedvebébiként kísérleti alanyként kísérletezett rajta az Evolúció Mestere, egy tudós, aki minden állati életformát antropomorf fajjá akart fejleszteni, hogy létrehozza az Ellenföldet. Mordály összebarátkozott a többi kísérleti alannyal: egy Lylla nevű vidrával, egy Fogas nevű rozmárral és egy Padló nevű nyúllal. Az Evolúció Mesterét megdöbbentette Mordály képessége, hogy rájött az antropomorfizációs folyamat hibájára, bár egyben dühös is volt, hogy Mordály meg tudott oldani egy olyan problémát, amit ő nem. Az Evolúció Mestere tökéletesítette a folyamatot Mordály tanácsaival, de aztán közölte vele, hogy ő és barátai nem lesznek részei az új Földjének, és elrendelte, hogy Mordály agyát vegyék ki, a többi kísérleti alanyt pedig égessék el. Mordály megpróbált elmenekülni a barátaival, de az Evolúció Mestere ezt megsejtette, és megölte Lyllát. Mordály feldühödve szétmarcangolta az arcát, mielőtt még két őrt lelőtt volna, de Fogas és Padló meghaltak a káoszban. Mordály ellopott egy űrhajót, és elmenekült.
A jelenben az őrzőknek a Fosztogatók és a vonakodó Gamora segít abban, hogy beszivárogjanak az Orgocorpba, amely az Evolúció Mestere tulajdonában lévő fedőcég. Visszaszerzik Mordály aktáját, csakhogy felfedezik, hogy a felülbírálási kódot eltávolították belőle. A csoport azt feltételezi, hogy Theel, az Evolúció Mesterének egyik tanácsadója töltötte le azt egy külső memóriabankra, amelyet a fejére telepítettek. Arra következtetnek, hogy ez csapda lehet, de Gamora akarata ellenére mégis elindulnak. Ayesha és Adam követi őket, akiket az Evolúció Mestere utasított, hogy szerezzék vissza Mordályt.
Az Ellenföldre érkezve a csapatnak egy denevérszerű humanoid család segít Theel nyomára bukkanni. Drax és Mantis Gamorával és Mordállyal maradnak, míg Quill, Groot és Nebula az Evolúció Mesterének hajójához utazik. Útközben megfigyelik, hogy az Ellenföld lakossága tökéletlen életet él. Nebulát az Evolúció Mesterét őrző őrök arra kényszerítik, hogy a hajó előtt várakozzon, miközben Quill és Groot felszáll a hajóra. Drax és Mantis üldözőbe veszi Quill csapatát. Egy Csatamalac nevű teremtmény megpróbálja elfogni Mordályt, de Gamora meghiúsítja, mielőtt Adam megölné.
Miközben az Evolúció Mestere vitatkozik a civilizációjáról, Quill rámutat, hogy a teremtményei nem olyan tökéletesek, mint állítja; ennek tudatában az Evolúció Mestere elkezdi az Ellenföld tervezett elpusztítását, amely elpusztít minden életet a bolygón. Adam Ayesha megmentésére siet, de sikertelenül. Amikor az Evolúció Mesterének hajója pályára áll, Quill és Groot Theel kíséretében kiugrik, biztonságosan a földre siklik, és visszaszerzi tőle a memóriabankot. Gamora megérkezik a hajóval, hogy megmentse őket, míg Nebula, Mantis és Drax felszállnak az Evolúció Mesterének hajójára, hogy megmentsék az immár eltűnt Quillt és Grootot. Miközben Quill csoportja megpróbál hozzáférni a felülíró kódhoz, Mordály halálközeli élményben részesül, ahol Lylla, Fogas és Padló találkozik vele. Lylla elmondja neki, hogy még nem jött el az ő ideje. Mivel Quill a felülbírálási kóddal kikapcsolja a gyilkos kapcsolót, és megmenti Mordály életét.
Mantis, Nebula és Drax több száz bebörtönzött gyermekre bukkannak az Evolúció Mesterének hajóján, mielőtt elfogják őket, és egy kamrába kerülnek a szörnyű Abiliszkekkel. Mantisnek sikerül megszelídítenie és összebarátkoznia az Abiliszkekkel, és ők hárman megszöknek a kamrából, mielőtt újra találkoznak Quill csoportjával, és legyőzik az Evolúció Mesterének seregét. Kraglin és Kozmó megérkezik a Tudástérrel, és Kozmó egy telekinetikus alagutat hoz létre, amely összeköti Tudásteret az Evolúció Mesterének hajójával, hogy kiszabadíthassák a foglyul ejtett gyerekeket. Adam újra támad, de az őrzők megkímélik és megmentik a haláltól. Mordály bebörtönzött földi állatokat fedez fel a hajón, köztük mosómedvebébiket is, így kénytelen megbékélni mosómedvebeli mivoltával. Megtámadja őt az őrült Evolúció Mestere, de a többi őrző megérkezik, és együtt legyőzik őt, aki így a saját hajóján pusztul el. Az őrzők megmentik a megmaradt állatokat, és a Tudástér fedélzetére vezetik őket. Quill majdnem meghal, amikor megpróbál átkelni a Tudástérre, de Adam megmenti.
A csata után Quill feloszlatja az őrzőket, és Mordályra bízza a kapitányi posztot, mielőtt visszamegy a Földre, hogy újra találkozzon a nagyapjával. Mantis az Abiliszkekkel indul önfelfedező útra, Gamora újraegyesül a Fosztogatókkal, Nebula és Drax pedig a Tudástérben maradnak, hogy felneveljék a megmentett gyerekeket.
A stáblista közepén az új őrzők, akiket Mordály, a felnőtt Groot, Kozmó, Kraglin, Adam, Phyla és Blurp alkotnak, új küldetésre indulnak Kryloron. A stáblista után Quill újra kapcsolatba kerül a nagyapjával.

## Szereplők
| Szerep               | Színész              | Magyar hang             | Leírás |
| -------------------- | -------------------- | ----------------------- | --- |
| Peter Quill / Űrlord | Chris Pratt          | Miller Zoltán           | A galaxis őrzőinek félig emberi, félig égi vezetője, akit gyermekkorában elraboltak a Földről, és egy Fosztogató nevű idegen tolvajok és csempészek csoportja nevelte fel. |
| Gamora               | Zoë Saldana          | Solecki Janka           | A galaxis őrzői egykori tagja. Thanos nevelt lánya, Nebula testvére. Thanos megöli, de egy múltbeli énje a jelenben marad. A Fosztogatók vezetője.                         |
| Drax, a pusztító     | Dave Bautista        | Ifj. Jászai László      | A galaxis őrzői harcos tagja. A családját Ronan megölte Thanos megbízásából.                                                                                               |
| Nebula               | Karen Gillan         | Varga Gabriella         | A galaxis őrzői tagja. Thanos örökbefogadott lánya és Gamora testvére. |
| Mantis               | Pom Klementieff      | Bogdányi Titanilla      | A galaxis őrzői empatikus erővel rendelkező tagja. Quill féltestvére. |
| Groot                | Vin Diesel           | Dézsy Szabó Gábor       | A galaxis őrzői faszerű tagja. Mordály cinkosa. |
| Mordály              | Bradley Cooper       | Kálloy Molnár Péter     | A galaxis őrzői tagja. Egy genetikailag módosított mosómedve. |
| Kraglin Obfonteri    | Sean Gunn            | Szatmári Attila         | Az őrzők tagja, Yondu volt első tisztje. |
| Az Evolúció Mestere  | Chukwudi Iwuji       | Szirtes Balázs          | Tudós az Ellenföldről, aki hibrid lények létrehozására specializálódott, és Mordály alkotója, aki minden élőlényt erőszakkal egy „különleges fajjá” akar fejleszteni.      |
| Adam Warlock         | Will Poulter         | Dér Zsolt               | Hatalmas mesterséges lény, akit Ayesha azért hozott létre, hogy elpusztítsa az őrzőket.                                                                                    |
| Ayesha               | Elizabeth Debicki    | Bertalan Ágnes          | Az arany főpapnő és a szuverén nép vezetője. Ebben a szerepkörben teremtette meg Adam Warlockot, hogy elpusztítsa az őrzőket.                                              |
| Kozmó                | Marija Bakalova      | Kereki Anna             | Az őrzők tagja, aki egy értelmes kutya, aki pszionikus képességeket fejlesztett ki, miután a Szovjetunió az űrbe küldte.                                                   |
| Stakar Ogord         | Sylvester Stallone   | Gáti Oszkár             | A Fosztogatók magas rangú tisztje. |
| Lylla                | Linda Cardellini     | Bognár Anna             | Genetikailag módosított vidra, aki Mordály társa és szerelme. |
| Fogas                | Asim Chaudhry        | Schnell Ádám            | Genetikailag módosított rozmár. |
| Padló                | Mikaela Hoover       | Haffner Anikó           | Genetikailag módosított nyúl. |
| Karja mester         | Nathan Fillion       | Bede-Fazekas Szabolcs   | Az Orgocorp katonája. |
| Juram                | Daniela Melchior     | Katona Kinga            | Az Orgocorp recepciósa. |
| Vim rögzítő          | Miriam Shor          | Hábermann Lívia         | Az Evolúció Mesterének tudományos gondolkodású csatlósai |
| Theel rögzítő        | Nico Santos          | Hannus Zoltán           | Az Evolúció Mesterének tudományos gondolkodású csatlósai |
| Martinex             | Michael Rosenbaum    | Barát Attila            | A Fosztogatók tagja. |
| Phyla                | Kai Zen              | Clemann Sánta Zoé       | Az Evolúció Mestere egyik idegen gyermek foglya. |
| Csatamalac           | Judy Greer           | Kis-Kovács Luca         | Kiborg disznó, aki az Evolúció Mesterének dolgozik. |
| Behemót              | Reinaldo Faberlle    | Menszátor Héresz Attila | Kiborg madár, aki szintén az Evolúció Mesterének dolgozik. |
| Mainframe            | Tara Strong          | Csarkó Bettina          | A Fosztogatók tagja. |
| Bróker               | Christopher Fairbank | Fodor Tamás             | Kereskedő. |
| Bzermikitokolok      | Rhett Miller         | Nem szólal meg          | Űrlénybanda vezetője. |
| Blurp                | Dee Bradley Baker    | Eredeti hang            | Szőrös F’saki, aki a Fosztogatók háziállata. |
| Jason Quill          | Gregg Henry          | Kajtár Róbert           | Quill nagyapja. |
| Yondu Udonta         | Michael Rooker       | Scherer Péter           | A fosztogatók korábbi kékbőrű kalóza, aki Quill apa figurája és az Őrzők volt tagja. Megmentette a fia életét, de ezzel ő meghalt.                                         |
| Howard, a kacsa      | Seth Green           | Kassai Károly           | Kacsaszerű lény. |

### Magyar változat
- Magyar szöveg: Gáspár Bence
- Szakértő: Aradi Gergely
- Felvevő hangmérnök: Cs. Németh Bálint
- Vágó: Kajdácsi Brigitta
- Gyártásvezető: Gelencsér Adrienne
- Szinkronrendező: Tabák Kata
- Produkciós vezető: Hagen Péter

A szinkront a Disney Character Voices International megbízásából a Mafilm Audio Kft. készítette el.

## Megjelenés
A film 2023. május 5-én került a mozikba. A filmet eredetileg 2020. május 1-jén akarták bemutatni, mielőtt törölték volna az időpontot. Az MCU ötödik fázisának a része.

### Forgatás
A forgatás 2021. november 8-án kezdődött a Georgia állambeli Atlantában, a Hot Christmas munkacímmel. Henry Braham operatőrként működik közre, miután már a 2. résznél is így tett. A forgatás a tervek szerint 2019 januárjában vagy februárjában kezdődött volna, mielőtt Gunnt kirúgták.

## Folytatás
Gunn 2017 áprilisában elmondta, hogy egy negyedik A galaxis őrzői filmre is sor kerülhet, bár valószínűleg egy új karaktercsoportra fog összpontosítani, mivel Gunn úgy tervezte, hogy a 3. részben lezárja az előző filmek csapatának történetét. Később szeptemberben Gunn úgy érezte, hogy nem valószínű, hogy visszatér egy újabb A galaxis őrzői filmhez, de megjegyezte, továbbra is együtt fog dolgozni a Marvel Studios-szal más projekteken, amelyekben a galaxis őrzői és a kozmikus karakterek szerepelnek. Gunn egyik ilyen projektje egy Drax és Mantis köré épülő film lesz, amelyet Bautista „briliánsnak” nevezett. 2021 májusában azonban Bautista nem hallott további híreket ezzel kapcsolatban, mivel úgy érezte, hogy a Marvel Studios „nem nagyon érdeklődik iránta, vagy nem illeszkedik a dolgok ütemezésébe”. Gunn 2019 szeptemberében elmondta, hogy a 3. rész lesz az utolsó A galaxis őrzői filmje, amit 2021 májusában meg is erősített. 2021 júliusában Gillan kifejezte, hogy a 3. rész után is szívesen játszaná Nebula szerepét.